# Czterej pancerni i pies (powieść)

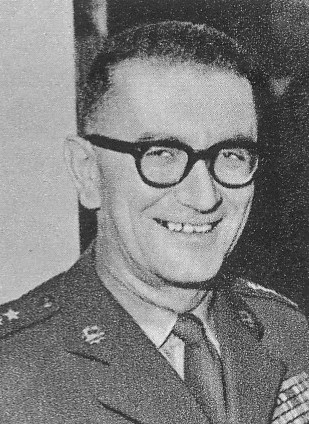
Janusz Przymanowski, autor powieści

Czterej pancerni i pies – powieść dla młodzieży Janusza Przymanowskiego z 1964 roku.

## O powieści
Akcja powieści osnuta jest na historycznych motywach z dziejów II wojny światowej i działań bojowych Ludowego Wojska Polskiego. Poprzez pryzmat załogi czołgu nr 102 „Rudy” (T-34) ukazuje szlak bojowy I Brygady Pancernej im. Bohaterów Westerplatte. Na tym tle autor rozwinął dzieje Polaków walczących w armii Berlinga. Wartka fabuła, charakterystyczne typy bohaterów, ukazanie wojny poprzez ciąg przygód (osłabienie grozy, elementy baśniowości) wpłynęły na popularność nakręconego na jej podstawie czarno-białego serialu telewizyjnego, w konsekwencji na popularność książki. Powieść została przetłumaczona na języki obce.

Dla pokolenia dzisiejszych trzydziesto- i czterdziestolatków, dla ich synów, a w przyszłości zapewne i wnuków, Czterej pancerni są tym, czym była Sienkiewiczowska Trylogia dla ich pradziadów – wpisaną w burzliwe historyczne dzieje ilustracją odwiecznego mitu o walce dobra ze złem, miłości z nienawiścią i rozumu z głupotą...

## Główni bohaterowie
- Jan Kos (Janek) – Polak z Gdańska, strzelec-radiotelegrafista, a po śmierci Wasyla Semena dowódca czołgu „Rudy”
- Wasyl Semen (w serialu ta postać nazywa się Olgierd Jarosz) – radziecki oficer odkomenderowany do LWP, dowódca czołgu „Rudy” (poległ pod Wejherowem). W książce jest on rodowitym Rosjaninem, w serialu jest on potomkiem polskich zesłańców.
- Gustaw Jeleń (Gustlik) – Ślązak, dezerter z Wehrmachtu, ładowniczy, a od 3 tomu działonowy czołgu „Rudy”.
- Grigorij Grigorjewicz Saakaszwili (Grześ) – Gruzin odkomenderowany do LWP, kierowca-mechanik czołgu „Rudy”.
- Tomasz Czereśniak (Tomuś) – chłop małorolny z Mazowsza, strzelec-radiotelegrafista dokooptowany do załogi czołgu w Gdańsku po śmierci Wasyla Semena. Od 3 tomu ładowniczy.
- Franciszek Wichura (Wichura) – kierowca w brygadzie, pochodzi ze Lwowa, od 3 tomu, gdy załoga dostaje nowy, 5 osobowy czołg, uzupełnia załogę jako strzelec-radiotelegrafista.
- Marusia Ogoniok – radziecka sanitariuszka, miłość Janka.
- Lidia Wiśniewska (Lidka) – Polka z Warszawy, radiotelegrafistka brygady.
- Honorata (Honoratka) – krajanka Gustlika i jego miłość.
- Generał – dowódca brygady, (w serialu pojawia się jako pułkownik, a generałem zostaje w maju 1945) wzorowany na płk/gen. bryg. Janie Mierzycanie i ppłk/płk Aleksandrze Malutinie.

## Polskie wydania
Pierwsze wydanie powieści z 1964 to zaledwie jedna trzecia znanej dziś objętości. Kończyła się ona w momencie gdy brygada pancerna dociera do Bałtyku (tam też następuje rozwiązanie akcji – Polska zostaje wyzwolona, dostęp do morza odzyskany, a główny bohater odnajduje ojca). Później Przymanowski dopisał dalsze dzieje załogi czołgu „Rudy”, a z pierwotnego zapisu uczynił tom I. Wszystkie trzy tomy (oddzielnie) wydały po raz pierwszy Iskry w latach 1968-1969. W 1973 Wydawnictwo MON po raz pierwszy wydało wszystkie trzy tomy w jednym woluminie. W 1986 roku Krajowa Agencja Wydawnicza wydała powieść w II tomach. W III Rzeczypospolitej książka została wydana po raz pierwszy po 17-letniej przerwie w 2004 przez wydawnictwo „In Rock”.